# Maria Cecília & Rodolfo
Maria Cecília & Rodolfo är en brasiliansk musikgrupp bildad 2007. Gruppen består av Maria Cecília Serenza Ferreira Alves (född 7 augusti 1985) och Rodolfo Trelha Jacques de Carvalho (född 1 oktober 1984). Deras debutalbum Ao Vivo släpptes år 2008 och sålde fler än 1 000 000 exemplar. De har även släppt två livealbum från framträdanden i städerna Goiânia och São Paulo.

## Diskografi

### Studioalbum
- 2008 - Ao Vivo

### Livealbum
- 2009 - Ao Vivo em Goiânia
- 2010 - Ao Vivo em São Paulo